# シュウキン

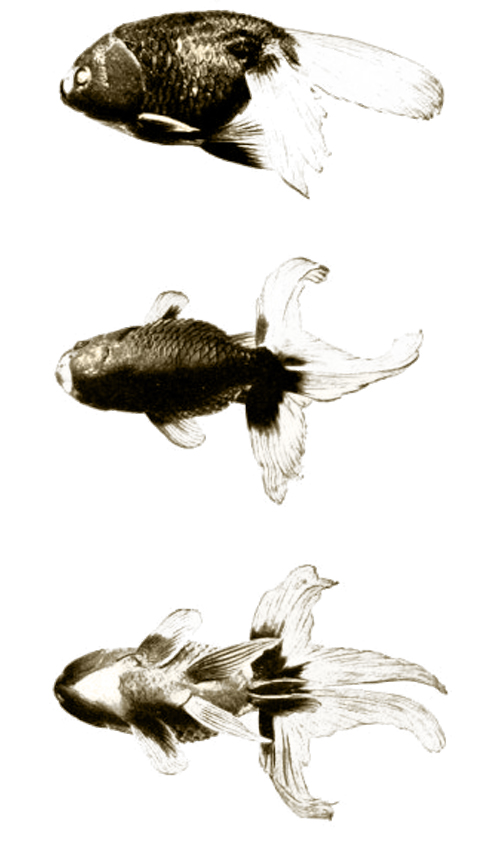
シュウキン

シュウキン（秋錦）は、明治時代（1880年代）に作出したキンギョ。何度も絶滅をしており、当初の体系を保持していないキンギョでもある。

## 概要
金魚商秋山吉五郎の手により、オランダシシガシラとランチュウを交配して作成され、1987年に「シュウキン（秋錦）」と命名された。当初の体系はオランダシシガシラの背ビレを欠き、肉瘤が顔全体に被るキンギョであった。似たタイプにはツガルニシキがあるが、こちらは肉瘤がでない。絶滅を双方共しているが、復元の段階で中国産のオランダシシガシラのバルーンオランダとランチュウを交配しており、ランチュウ体系が強くなり、尾の長いランチュウの印象が強くなっている。

## 体色
現在はオレンジ、オレンジと白のサラサが多いが、バルーンオランダの血が混じっていることことセイブンギョ、チャキン、ランチュウの血が混じっていることからエドニシキ、キョウニシキ、サクラニシキの遺伝子を持つ個体があり、これらの個体が作出する。

## 飼育
現在の当種はあまり丈夫ではないが水温さえ間違えなければ、バルーンオランダと同じの飼育でも死亡させることは少ない。